# Шукурян, Юрий Гайкович
Юрий Гайкович Шукурян (арм. Յուրի Գայկովիչ Շուքուրյան; род. 5 ноября 1940) — советский и армянский учёный и педагог в области автоматики, доктор технических наук, профессор, член-корреспондент АН АрмССР (1990), действительный член Академии наук Армении (1996). Вице-президент Национальной академии наук Армении (1995—2005 и 2006—2021). Заслуженный деятель науки Республики Армения (2011).

## Биография
Родился 5 ноября 1940 в Ереване, Армянской ССР.
С 1958 по 1963 обучался в Ереванском политехническом институте, по окончании которого получил специализацию инженера вычислительной техники. С 1965 по 1968 год обучался в аспирантуре Институте кибернетики АН УССР где получал знания по алгебраической теории цифровых автоматов.
С 1969 по 1971 год на научной работе в Вычислительном центре АН АрмССР в качестве старшего научного сотрудника. С 1971 по 1986 год на научно-исследовательской работе в Ереванском НИИ математических машин в должности заведующего отделением по автоматизации проектирования и математическому обеспечению ЭВМ. 
С 1985 года помимо научной занимался и педагогической работой в Ереванском государственном университете в качестве профессора. С 1986 по 1995 год — директор Института проблем информатики и автоматизации. С 1995 по 2005 и с 2006 по 2021 год — вице-президент Национальной академии наук Армении, одновременно с 1994 по 2021 год являлся членом Президиума и с 2004 года — академиком-секретарём Отделения физико-математических и технических наук Академии наук Армении. С 2021 года — советник Президиума Академии наук Армении.

### Научно-педагогическая деятельность и вклад в науку
Основная научно-педагогическая деятельность Ю. Г. Шукуряна была связана с вопросами в области автоматизированных систем проектирования электронно-вычислительных машин, информационных технологий, теории автоматов и приложения, занимался исследованиями в области создания методов анализа и оптимизации микропрограммных алгоритмов и подходов к решению вопросов теории дискретных преобразователей и автоматов. Под руководством Ю. Г. Шукуряна были получены новые теоретические результаты в области математических моделей параллельных и распределенных вычислений.
В 1968 году защитил кандидатскую диссертацию по теме: «Оптимизация автоматов с заключительным состоянием по быстродействию», в 1982 году защитил докторскую диссертацию на соискание учёной степени доктор технических наук. В 1987 году ему присвоено учёное звание профессор. В 1990 году он был избран член-корреспондентом АН АрмССР, в 1996 году — действительным членом НАН Армении.  Ю. Г. Шукуряном было написано более двухсот научных работ в том числе монографий, под его руководством было защищено более двадцати кандидатских диссертаций.

## Основные труды
- Оптимизация автоматов с заключительным состоянием по быстродействию / АН УССР. Ин-т кибернетики. - Киев : [б. и.], 1968
- Математические вопросы автоматизации проектирования ЭВМ / А.В. Петросян, С.Е. Маркосян, Ю.Г. Шукурян ; АН АрмССР, Вычислит. центр. - Ереван : Изд-во АН АрмССР, 1977. - 143 с[3]
- О языках процессов в конечных графах // Зап. научн. сем. ПОМИ, 248 (1998),  205–215
- On process languages in finite graphs”, J. Math. Sci. (New York), 101:4 (2000), 3348–3354
- Определимость в EMSO языков объектов с событийной структурой // Зап. научн. сем. ПОМИ, 304 (2003), 128–140
- EMSO-definability of some languages with event structures”, J. Math. Sci. (N. Y.), 130:2 (2005), 4624–4630
- Памяти Михаила Леоновича Тер-Микаеляна // УФН, 174:9 (2004),  1029–1030
- In memory of Mikhail Leonovich Ter-Mikaelyan”, Phys. Usp., 47:9 (2004), 959–960[4]

## Награды и звания
- Орден «Знак Почёта»
- Орден Святого Месропа Маштоца
- Заслуженный деятель науки Республики Армения (2011)[5][2]